# 231571 Tubolyvince
231571 Tubolyvince este o planetă minoră (asteroid) din centura de asteroizi. A fost descoperită pe 22 octombrie 2008 la Piszkéstetői Obszervatórium⁠(d) de . 
Obiectul prezintă o orbită caracterizată de o semiaxă mare de 2,8928693697679 UAi, o excentricitate de 0,085850214021013, o înclinație de 2,9028873989908 ° în raport cu ecliptica.